# Carex korkischkoae
Carex korkischkoae är en halvgräsart som beskrevs av Andrey Evgenievich Kozhevnikov. Carex korkischkoae ingår i släktet starrar, och familjen halvgräs. Inga underarter finns listade i Catalogue of Life.